# Al-Hilal (Saudi-Arabien)
Al-Hilal (vollständiger Name arabisch الهلال السعودي, DMG al-hilāl as-saʿūdī ‚der saudische Halbmond‘), im deutschen Sprachraum auch als Al-Hilal Riad bezeichnet, ist ein Fußballverein aus Riad in Saudi-Arabien. Er spielt in der höchsten Liga des Landes, der Saudi Professional League. Die Heimspiele trägt der Verein im König-Fahd-Stadion aus.

## Vereinsgeschichte
Gegründet wurde der Verein 1957 als Olympic Club, ehe der Verein 1958 den heutigen Namen annahm. Al-Hilal ist einer der erfolgreichsten Vereine des Landes und des Kontinents. Er ist national mit 18 Meisterschaften der Rekordsieger des Landes. In den Kontinentalwettbewerben der AFC triumphierte der Verein viermal in der AFC Champions League (zuletzt 2021) und zweimal im Pokalsiegerwettbewerb Asiens. Insgesamt erreichte der Klub achtmal das Finale eines der Kontinentalwettbewerbe. Lediglich zum Finale der Champions League 1987 trat man nicht an und Yumori FC gewann das Spiel kampflos.
Im Juni 2023 übernahm der saudische Staatsfonds Public Investment Fund (PIF) 75 % der Anteile an dem Verein. Der Fonds ist auch Mitbesitzer von Newcastle United und mehrerer weiterer saudischer Fußballklubs. Nachdem der Verein nach drei Meisterschaften in Folge in der Saison 2022/23 den dritten Platz belegt hatte, verpflichtete er in der folgenden Transferperiode eine Reihe von Top-Spielern aus Europa (darunter Neymar) für eine Summe von über 350 Millionen Euro.
Nach einem 2:0-Sieg im Viertelfinalrückspiel der AFC Champions League 2023/24 gegen den Ittihad FC stellte Al-Hilal einen Weltrekord auf. Mit 28 Siegen in Serie hatte der Verein häufiger am Stück im Profi-Bereich gewonnen als jeder andere Verein und überbot den Rekord des walisischen Clubs The New Saints FC (27). Die Serie endete mit einer 2:4-Niederlage gegen al Ain Club in der AFC Champions League am 17. April 2024 nach 43 Spielen ohne Niederlage und 34 Siegen in Folge.
Im Juni 2025 übernahm Simone Inzaghi den Cheftrainer-Posten. Bei der in den USA stattfindenden Klub-Weltmeisterschaft 2025 beendeten die Saudis ihre Gruppe hinter Real Madrid sowie vor Red Bull Salzburg und CF Pachuca auf dem zweiten Rang, der zur Teilnahme am Achtelfinale berechtigt. Dort traf man auf Manchester City und setzte sich in der Verlängerung mit 4:3 durch.

## Platzierungen
| Saison   | 2004 | 2005 | 2006 | 2007 | 2008 | 2009 | 2010 | 2011 | 2012 | 2013 | 2014 | 2015 | 2016 | 2017 | 2018 | 2019 | 2020 | 2021 | 2022 | 2023 | 2024 | 2025 |
| -------- | ---- | ---- | ---- | ---- | ---- | ---- | ---- | ---- | ---- | ---- | ---- | ---- | ---- | ---- | ---- | ---- | ---- | ---- | ---- | ---- | ---- | ---- |
| Liga     | 1    | 1    | 1    | 1    | 1    | 1    | 1    | 1    | 1    | 1    | 1    | 1    | 1    | 1    | 1    | 1    | 1    | 1    | 1    | 1    | 1    | 1    |
| Position | 4    | 1    | 2    | 2    | 1    | 2    | 1    | 1    | 3    | 2    | 2    | 3    | 2    | 1    | 1    | 2    | 1    | 1    | 1    | 3    | 1    | 2    |

## Mannschaftskader
Stand: 16. Februar 2025
| Nr. |               | Position | Name                |
| --- | ------------- | -------- | ------------------- |
| 3   | Senegal       | AB       | Kalidou Koulibaly   |
| 4   | Saudi-Arabien | AB       | Khalifah al-Dawsari |
| 5   | Saudi-Arabien | AB       | Ali al-Bulaihi      |
| 6   | Brasilien     | AB       | Renan Lodi          |
| 7   | Saudi-Arabien | ST       | Khalid Al-Ghannam   |
| 8   | Portugal      | MF       | Rúben Neves         |
| 9   | Serbien       | ST       | Aleksandar Mitrović |
| 11  | Portugal      | ST       | Marcos Leonardo     |
| 12  | Saudi-Arabien | AB       | Yasser al-Shahrani  |
| 15  | Saudi-Arabien | MF       | Mohammed al-Qahtani |
| 16  | Saudi-Arabien | MF       | Nasser al-Dawsari   |
| 17  | Saudi-Arabien | TW       | Mohammed Al-Yami    |
| 20  | Portugal      | AB       | João Cancelo        |

| Nr. |               | Position | Name                    |
| --- | ------------- | -------- | ----------------------- |
| 21  | Saudi-Arabien | TW       | Mohammed al-Owais       |
| 22  | Serbien       | MF       | Sergej Milinković-Savić |
| 24  | Saudi-Arabien | AB       | Moteb Al-Harbi          |
| 27  | Brasilien     | ST       | Kaio César              |
| 28  | Saudi-Arabien | MF       | Mohamed Kanno           |
| 29  | Saudi-Arabien | MF       | Salem al-Dawsari        |
| 37  | Marokko       | TW       | Bono                    |
| 77  | Brasilien     | ST       | Malcom                  |
| 87  | Saudi-Arabien | AB       | Hassan Tambakti         |
| 88  | Saudi-Arabien | AB       | Hamad Al-Yami           |
| 99  | Saudi-Arabien | ST       | Abdullah al-Hamdan      |
|     | Saudi-Arabien | TW       | Ahmad Abu Rasen         |

## Vereinserfolge

### National
- Saudi Professional League (19)[10]

Meister 1977, 1979, 1985, 1986, 1988, 1990, 1996, 1998, 2002, 2005, 2008, 2010, 2011, 2017, 2018, 2020, 2021, 2022, 2024
Vizemeister 1976, 1980, 1981, 1983, 1987, 1993, 1995, 1997, 2006, 2007, 2009, 2013, 2014, 2016, 2019, 2025
- King Cup (11)

Gewinner 1961, 1964, 1980, 1982, 1984, 1989, 2015, 2017, 2020, 2023, 2024
Finalist 1963, 1968, 1977, 1981, 1985, 1987, 2010, 2022
- Saudi Crown Prince Cup (13)

Gewinner 1964, 1995, 2000, 2003, 2005, 2006, 2008, 2009, 2010, 2011, 2012, 2013, 2016
Finalist 1957, 1999, 2014, 2015
- Supercup (5)

Gewinner: 2015, 2018, 2021, 2023, 2024

### Kontinental
- AFC Champions League (4, Rekordsieger)[11]

Gewinner 1991, 2000, 2019, 2021
Finalist 1987, 1988, 2014, 2017, 2023
- Asienpokal der Pokalsieger (2)

Gewinner 1997, 2002
- Asian Super Cup (2)

Gewinner 1997, 2000
Verlierer: 2002

### Interkontinental
- Afroasiatischer Pokal

Finalist: 1992
- FIFA-Klub-Weltmeisterschaft

Finalist: 2022
Platz 4: 2019, 2021

## Bekannte Spieler
- Roberto Rivelino (1978–1981)
- Sami al-Dschabir (1987–2005, 2005–2008)
- Roni (2001)
- Andrei Kantschelskis (2003)
- Jatto Ceesay (2003–2004)
- Edem Komlan Franck Atsou (2003–2004, 2005–2006)
- Seyfo Soley (2004)
- Yassir al-Qahtani (2005–2011)
- Giovanni Silva de Oliveira (2006)
- Christian Wilhelmsson (2008–2011)
- Thiago Neves (2009)
- Young-Pyo Lee (2009–2011)
- Mirel Rădoi (2009–2011)
- Nasser Al-Shamrani (2013–2017)
- Bafétimbi Gomis (2018–2022)
- Omar Abdulrahman (2018–2019)
- Jonatan Soriano (2019)
- Sebastian Giovinco (2019–2021)
- Luciano Vietto (2021–2023)
- Moussa Marega (2021–)
- Kalidou Koulibaly (2023–)
- Sergej Milinković-Savić (2023–)
- Aleksandar Mitrović (2023–)
- Rúben Neves (2023–)
- Neymar (2023–2025)

## Trainerchronik
- 1957–1975: nicht bekannt
- 1978–1979:  Mário Zagallo
- 1979–1980:  Rubens Minelli
- 1982–1986:  László Kubala
- 1986–1987:  Candinho
- 1987–1990:  Joel Santana
- 1990–1991:  Edson Tavares
- 1991–1993:  Sebastião Lazaroni
- 1993–1994:  Nelsinho Baptista
- 1993–1995:  Oscar
- 1994–1995:  Antônio Lopes
- 1995–1996:  Willem van Hanegem
- 1996–1997:  Mirko Jozić
- 1997:  Oscar
- 1997–1998:  Ilie Balaci
- 1999–2000:  Anghel Iordănescu
- 2000–2001:  Ilie Balaci
- 2001:  Safet Sušić
- 2001–2002:  Artur Jorge
- 2002:  Francisco Maturana
- 2002–2003:  Ilie Balaci
- 2003–2004:  Aad de Mos
- 2004–2006:  Marcos Paquetá
- 2006–2007:  José Peseiro
- 2007:  Toninho Cerezo
- 2007–2009:  Cosmin Olăroiu
- 2009:  Cătălin Necula (interim)
- April 2009–Mai 2009:  Georges Leekens
- Juni 2009–November 2010:  Eric Gerets
- November 2010–Juni 2011:  Gabriel Calderón
- Juli 2011–Januar 2012:  Thomas Doll
- Januar 2012–Juni 2012:  Ivan Hašek
- Juni 2012–Januar 2013:  Antoine Kombouaré
- Januar 2013–Mai 2013:  Zlatko Dalić
- Mai 2013–Mai 2014:  Sami al-Dschabir
- Mai 2014–Februar 2015:  Laurențiu Reghecampf
- Februar 2015–Mai 2016:  Georgios Donis
- Juli 2016–September 2016:  Gustavo Matosas
- Oktober 2016–März 2018:  Ramón Díaz
- März 2018–Juni 2018:  Juan Brown
- Juni 2018–Januar 2019:  Jorge Jesus
- Februar 2019–April 2019:  Zoran Mamić
- April 2019–Juni 2019:  Péricles Chamusca
- Juni 2019–Februar 2021:  Răzvan Lucescu
- Februar 2021–Juni 2021:  Rogério Micale
- Juni 2021–Februar 2022:  Leonardo Jardim
- Februar 2022–Mai 2023:  Ramón Díaz
- Mai 2022–Juli 2023:  Emiliano Díaz
- Juli 2023–Mai 2025:  Jorge Jesus
- Juni 2025–:  Simone Inzaghi